# Shawn Porter
Shawn Porter (ur. 27 października 1987 w Akron, Ohio) – amerykański bokser, były zawodowy mistrz świata organizacji IBF i WBC w wadze półśredniej i lekkopółśredniej (do 140 funtów).

## Kariera amatorska
Jako amator stoczył 290 walk, z czego aż 274 wygrał. Jego największym sukcesem jest triumf w turnieju "złote rękawice" w 2007 roku.

## Kariera zawodowa
Jego trenerem i menedżerem od początku przygody z wyczynowym sportem jest ojciec, Kenny Porter.
Pierwszą zawodową walkę stoczył 3 października 2008 roku w Salisbury, pokonując przed czasem w pierwszej rundzie Normana Johnsona.
28 lipca 2012 roku stanął przed szansą wywalczenia tytułu WBO NABO w wadze półśredniej, mierząc się z Alfonso Gomezem. Wygrał jednogłośnie na punkty (98-92, 97-93, 96-94).
15 grudnia 2012 roku zremisował (96-94, 95-95, 94-96) walkę z Julio Diazem. W rewanżu, który odbył się 12 września 2013 roku zwyciężył jednogłośnie u wszystkich sędziów (97-93, 98-93, 97-93).
7 grudnia 2013 roku zawalczył o tytuł mistrza świata federacji IBF w wadze półśredniej, a jego rywalem był broniący pasa Devon Alexander. Pojedynek odbył się w Barclays Centre na nowojorskim Brooklynie. Porter wygrał na punkty (115-113, 116-112, 116-112) i został nowym czempionem.
W pierwszej obronie pasa zmierzył się w Waszyngtonie z Pauliem Malignaggie. Wygrał tę walkę przez TKO w czwartej rundzie.
16 sierpnia 2016 roku stracił mistrzowski pas na rzecz Kella Brooka. Walka odbyła się w StubHub Centre w Kalifornii, a Brytyjczyk wygrał ją dwa do remisu (112-116, 111-117, 114-114).
20 czerwca 2015 roku zawalczył w Las Vegas z Adrienem Bronerem. Wygrał jednogłośnie na punkty, mimo że był liczony w ostatniej, dwunastej rundzie.
25 czerwca 2016 roku doszło do jego walki z Keithem Thurmanem, a w stawce znalazł się mistrzowski pas federacji WBA. Przegrał walkę jednogłośnie na punkty (3x 113-115).
22 kwietnia 2017 roku w Barclays Centre w Nowym Jorku zmierzył się z byłym mistrzem świata, Andre Berto, którego zwyciężył przez TKO w 9 rundzie. Wcześniej jego rywal był dwukrotnie liczony.
8 września 2018 w Barclays Center na Brooklynie  pokonał jednogłośnie na punkty 116:112 i dwukrotnie 115:113 Danny'ego Garcię (34-2, 20 KO), zdobywając przy okazji wakujący tytuł mistrza świata wagi półśredniej federacji WBC.
29 września 2019 w Staples Centre w Los Angeles przegrał niejednogłośnie na punkty (115-112, 111-116, 111-116) pojedynek o pasy WBC i IBF w wadze półśredniej z Errolem Spencem Jr (26-0, 21 KO).